# Institut international de musique électroacoustique de Bourges

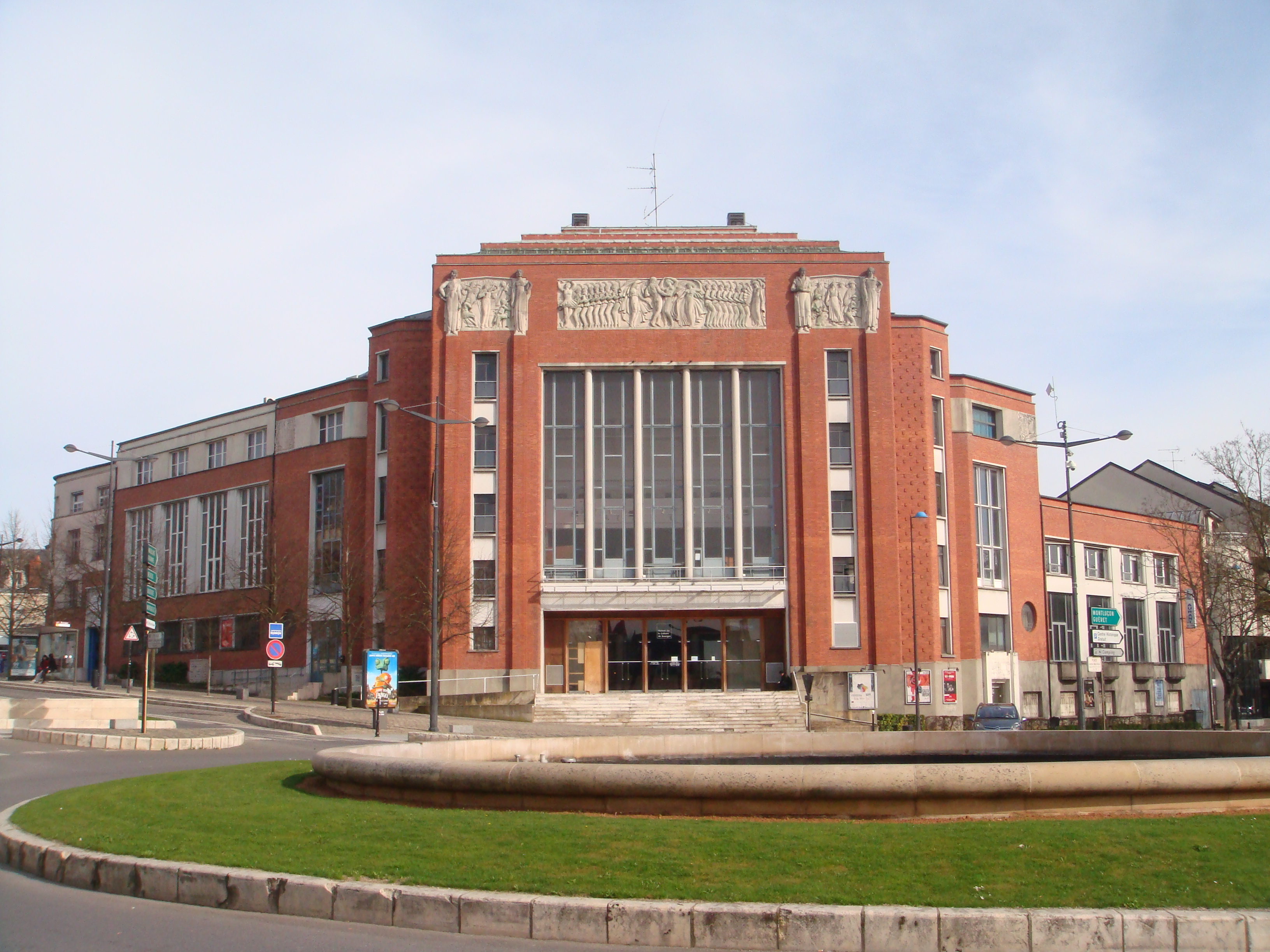
Institut international de musique électroacoustique de Bourges.

L’Institut international de musique électroacoustique de Bourges est un institut de musique électroacoustique situé dans la ville de Bourges. Il a été créé en 1970, à Bourges sous l’appellation Groupe de musique expérimentale de Bourges (GMEB) par les compositeurs Françoise Barrière et Christian Clozier, qui en ont assuré la direction. En 1994, le « groupe » est devenu « institut » eté a été rebaptisé IMEB. En 1997, l’Institut a été reconnu « Centre national de création musicale » par le ministère de la Culture. Il a disparu en juillet 2011 étranglé par les tutelles.
Il participa à fonder la CIME, Confédération Internationale de Musique Electroacoustique (en), en 1981.
Ses activités ont été : création, recherche, diffusion et Festival international Synthèse (es), formation/enseignement, éditions bibliographiques et phonographiques, fonds patrimonial musical.

## La création musicale
Elle fut réalisée dans deux studios de création musicale dont les moyens techniques professionnels ne cessèrent de se développer parallèlement au développement des techniques d’enregistrement, traitement et mixage sonores analogiques et numériques des 40 dernières années. Ces moyens techniques étaient développés pour répondre aux orientations esthétiques définies par l’IMEB, mais sont toujours restés ouverts et flexibles de manière à permettre la création de compositeurs œuvrant dans d’autres directions musicales. Le catalogue d’œuvres réalisées dans les studios de l’IMEB comprend d’abord celles du noyau permanent de compositeurs du groupe Françoise Barrière, Pierre Boeswillwald, Christian Clozier, Alain Savouret, et ceux du Collège des compositeurs constitué de 14 membres français et étrangers invités régulièrement (José Manuel Berenguer (es) /Espagne, Gerald Bennett /Suisse, Yves Daoust/Canada, Beatriz Ferreyra et Horacio Vaggione/France -Argentine, Sten Hanson et Erik Mikael Karlsson (sv) /Suède, Georg Katzer (en)]/Allemagne, Maxence Mercier/France, Nicola Sani /Italie, qui se reconnaissaient des affinités avec l’IMEB, son histoire et son esthétique. Par ailleurs, l’IMEB invita au fil des années d’autres compositeurs découverts par leur participation aux activités internationales de l’Institut, festivals, concours.

## La recherche
La recherche musicale dans le domaine de la composition (les instruments spécifiques aux studios de l’IMEB), la musicologie (les travaux des Académiciens de Bouges), la pédagogie (techniques pédagogiques d’initiation au sonore et au musical) et l'interprétation de la musique électroacoustique en concert (les principes de diffusion-interprétation musicale polyphonique).
La recherche appliquée : instruments et connectiques construits pour l'assistance à la création en studio (Systhysysop…), instrumentarium audio-informatique conçu et construit pour l'enseignement nommé Gmebogosse puis Cybersongosse site IMEB , site IRCAM(sept versions), réalisation de 300 K7 de jeux électroacoustique, instrument de diffusion-interprétation électroacoustique Gmebaphone devenu Cybernéphone, site IMEB, site Médiathèque Cité musique (7 versions de 1973 à 2009).

## La diffusion
Elle a été basée sur deux principes : le service public et la solidarité internationale, et s'est adressée aux professionnels et aux amateurs de la musique.
À Bourges, l'IMEB a organisé 39 éditions du Festival international Synthèse (es) (de 1971 à 2009), site ACME reflet annuel de la création électroacoustique mondiale, ainsi que des Concours internationaux de Bourges, – musique électroacoustique et arts électroniques – sous des formes plusieurs fois renouvelées de 1973 à 2010. Parallèlement, l'IMEB a été invité à donner des tournées de concerts dans des festivals et événements musicaux de pays d'Europe, d'Amériques et d'Asie.

## Formation / Enseignement
L’IMEB a organisé à Bourges des stages d’initiation à la musique électroacoustique et créé en 1975 le studio Marco Polo pour la pratique amateur. Pour faire entrer la musique électroacoustique à l’école, Christian Clozier a conçu le Gmebogosse, un instrument aisément transportable et facile à jouer en groupe. Construit en 1972 par Jean-Claude Le Duc, 7 modèles, les premiers analogiques et les derniers audio-numériaques sous le nom de Cybersongosse, verront le jour.[pas clair] Parallèlement le GMEB développa pour cet instrument une pédagogie musicale électroacoustique à base de jeux d’écoute et de réalisation musicale électroacoustique, qui fut pratiquée dans l’Éducation nationale, de la maternelle au lycée. Les semaines d’animation et les classes culturelles ont mené l’IMEB de ville en village en région Centre, dans toute la France et à l’étranger.
L’enseignement professionnel fut décliné en cours annuels pour des étudiants français et étrangers (boursiers du gouvernement français), en cours à l’école des beaux-arts de Bourges, à la faculté de musicologie de l’université de Tours, en accueil de boursiers Aschberg – UNESCO et en master classes dans les conservatoires et universités des lieux où l’Institut donnait des concerts.

## La diffusion bibliographique et phonographique
À partir de 1988, l’IMEB a publié deux collections de CD.
- La collection Cultures électroniques qui réunit les musiques primées aux Concours internationaux de Bourges.
- La collection Chrysopée électronique qui est constituée de CD d’auteur avec leurs musiques réalisées à l’IMEB, de coffrets de suites musicales thématiques et les Compendiums d’œuvres sorties des studios de l’IMEB par année à partir de 2001.

Par ailleurs, l’IMEB fit paraître des revues et des livres, pour certains en bilingue français - anglais : les 4 numéros de la revue Faire entre 1973 et 1980 et les 8 volumes de l’Académie internationale de musique électroacoustique entre 1998 et 2008.

## Le fonds patrimonial
En 2004; une Convention est établie avec la Bibliothèque nationale de France pour accueillir le fonds musical de l’IMEB. Une campagne de numérisation d’une sélection d’œuvres parmi les quelque 16 000 déposées dans la phonothèque internationale de l’IMEB est lancée. Les dossiers constitués associent fichier numérique de la musique et données musicologiques.
À ce travail mené de 2004 à 2011 participeront des auteurs qui, répondant à l’appel de l’IMEB, enverront leurs œuvres numérisées et leurs notes de programmes. Pour les autres musiques sélectionnées mais non numérisées par leurs auteurs, la BnF, l’ICST de Zurich et l’IMEB menèrent à leur terme les travaux de numérisation et de recherche de documents musicologiques complémentaires.
Depuis août 2011, le Fonds musical et historique IMEB est intégralement déposé à la BnF (6 577 musiques numérisées et documentées, 1 080 partitions, 166 caisses d’archives musicales et administratives) pour pérennisation et communication aux chercheurs.

## Acteur de l’histoire de la musique électroacoustique
L'IMEB est à l'initiative de :
- la Confédération internationale de musique électroacoustique reliée au CIM/UNESCO
- la Fédération française FNME
- les Journées d’études internationales des musiques électroacoustiques JEIME
- la Tribune internationale de musique électroacoustique TIME site CIM
- l’Académie Internationale de musique électroacoustique de Bourges réunissant 2 membres de 14 pays
- la Mnémothèque internationale des sciences et arts en musique électroacoustique - MISAME[16]

L'IMEB a organisé :
- symposiums, colloques, conférences internationales à Bourges et à l’étranger
- cours professionnels, IMEB et UNESCO
- formations dans les Écoles normales, Écoles d’art et IUFM
- réseaux d’enseignants, école publique et conservatoires
- stages pour amateurs
- une radio libre associative, Radio Cultures Bourges

## L’IMEB en quelques chiffres
- 765 musiques de 274 compositeurs de 43 pays ont été commandées et réalisées dans les studios Charybde et Circé.
- 147 musiques furent éditées et transmises au public.
- 312 musiques furent des commandes à 67 compositeurs français.
- 5 studios furent conçus et développés régulièrement en une étroite liaison technicien-constructeur et musiciens-inventeurs.
- 14 206 œuvres de 4 836 compositeurs ont été collectées dans 82 pays dont 6 975 musiques de 63 pays ont été numérisées, documentées et déposées comme Fonds IMEB à la BnF.
- 86 compositeurs de 40 pays y vinrent en formation.
- 524 concerts en tournée ont été donnés dans 32 pays et 30 spectacles parmi les plus prestigieux à Versailles, Venise, Chambord, Noirlac, Buenos-Aires, Rio de Janeiro, Munich...
- 1 185 concerts ont été donnés à Bourges dans le cadre des 39 Festivals par : 2 287 compositeurs de 62 pays, 543 interprètes et ensembles, 6 637 musiques dont 2 021 en création mondiale et 2 692 en création française, 434 films et vidéos expérimentaux, expositions, installations, colloques...
- 519 compositeurs de 47 pays ont été lauréats (prix et mentions) des 36 Concours de Bourges.
- 83 CD ont été édités en deux collections « Chrysopée électronique » et « Cultures électroniques » .
- 10 CD-ROM monographiques sur les festivals ont été édités ainsi que 5 CD pédagogiques.
- 12 livres publiés.
- D'innombrables actions d’animation et formation dans 57 écoles et collèges de Bourges, ainsi que dans 117 écoles du département du Cher et 35 écoles de la région du Centre. Aussi que dans 91 autres communes de France et 31 villes de 14 pays.
- le fonds photographique regroupant quelque 30 000 fichiers numérisés et le fonds vidéographique regroupant quelque 407 DVD.

## Association culturelle
L'association était régie par la loi  de 1901 et reçut ses subventions du ministère de la Culture, de la Direction régionale des affaires culturelles, de la ville de Bourges, du conseil régional du Centre, du conseil général du Cher.

## Cessation d’activités
L’IMEB a cessé ses activités en juillet 2011, sur décision du ministère de la Culture. Une pétition de plus de 2 000 signatures fut adressée au ministère pour demander la poursuite des activités de l’IMEB et malgré le soutien des collectivités départementale et régionale et un large mouvement de protestation internationale dans les milieux artistiques, la fermeture fut confirmée.